# 6730 Ikeda
6730 Ikeda este un asteroid din centura principală de asteroizi.

## Descriere
6730 Ikeda este un asteroid din centura principală de asteroizi. A fost descoperit pe 24 ianuarie 1992 la Oohira de Takeshi Urata. El prezintă o orbită caracterizată de o semiaxă mare de 3,12 ua, o excentricitate de 0,15 și o înclinație de 18,3° în raport cu ecliptica.